# جورج بايرز (ملاكم)
جورج بايرز (بالإنجليزية: George Byers)‏ مواليد 25 يونيو 1872 في تشارلوت تاون - الوفاة 10 أبريل 1937، كان ملاكم محترف كندي صنّف ضمن فئة الوزن الثقيل.

## إحصائيات
خاض خلال مسيرته 47 نزالا، فاز في 20 وتعادل في 20 وخسر في 7 (4 KO). فاز بالضربة القاضية في 17 نزالا.

## روابط خارجية
- جورج بايرز على موقع بوكس ريك (الإنجليزية) (registration required)